# Kisosaki
Kisosaki (木曽岬町, Kisosaki-chō) est un bourg du district de Kuwana, dans la préfecture de Mie, au Japon. Il se trouve à l'embouchure du fleuve Kiso.

## Géographie

### Démographie
Au 1er décembre 2014, la population de Kisosaki s'élevait à 6 469 habitants répartis sur une superficie de 15,72 km2.